# Fédération Royale Marocaine de Badminton
Die Fédération Royale Marocaine de Badminton ist die oberste nationale administrative Organisation in der Sportart Badminton in Marokko. Der Verband wurde 1992 gegründet.

## Geschichte
Kurz nach seiner Gründung wurde der Verband 1992 Mitglied in der Badminton World Federation, damals als International Badminton Federation bekannt, und im gleichen Jahr auch Mitglied im kontinentalen Dachverband African Badminton Confederation. 1993 wurden erstmals nationale Meisterschaften ausgetragen, 2010 erstmals internationale Titelkämpfe.

## Bedeutende Veranstaltungen, Turniere und Ligen
- Morocco International
- Marokkanische Meisterschaft